# Monte Cabianca
Le monte Cabianca est une montagne qui s’élève à 2 601 m d’altitude dans les Alpes bergamasques, en Italie.